# Heiliger Sebastian (Friesengasse 10, Sulzfeld am Main)
Die Figur des Heiligen Sebastian am Haus Friesengasse 10 ist ein eingetragenes Baudenkmal im Altort der unterfränkischen Gemeinde Sulzfeld am Main. Sie steht in der Tradition der Hausfiguren, die als religiöse Kleindenkmäler an vielen Häusern Sulzfelds angebracht wurden.

## Geschichte
Die Figur des heiligen Sebastian taucht im Sulzfelder Ortsbild mehrfach auf. So wurden seine Pfeile in das Wappen der Gemeinde aufgenommen. Nach einer Hochphase der Heiligenverehrung im Spätmittelalter erfuhr Sebastian im Heiligen Römischen Reich vor allem im 17. Jahrhundert eine neue Hochphase seiner Anbetung. Die Sebastiansdarstellungen orientieren sich dabei an antiken Statuen, die ebenfalls mit einem erhobenen und einem gesenkten Arm dargestellt wurden. Auch für das Sulzfelder Bild kann die Darstellung des Hans von Aachen aus der zweiten Hälfte des 16. Jahrhunderts als vorbildhaft gelten.
Die Figur in der Sulzfelder Friesengasse wurde wohl in der zweiten Hälfte des 18. Jahrhunderts geschaffen. Der Künstler ist unbekannt. Allerdings macht der Kunsthistoriker Christian Hecht Ähnlichkeiten mit dem Auferstandenen Christus an der Friedhofskapelle in der Erlacher Straße aus. Diese wurde vom Künstler Johann Kaspar Fromm im Jahr 1752 farbig gefasst. Die Sebastiansfigur wechselte den Standort nicht und wurde während des Neubaus des Hauses in der Friesengasse 10 lediglich kurz abgehängt. Die Figur wird vom Bayerischen Landesamt für Denkmalpflege als Baudenkmal eingeordnet.

## Beschreibung
St. Sebastian präsentiert sich als Ganzfigur. Er erhebt sich auf einer schmalen Plinthe oberhalb einer Konsole mit Feldern und Profilen. Die Figur wurde in einer Nische aufgestellt, die reiche Profilierung aufweist. Oberhalb errichtete man ein Schutzdach. Sebastian wird an einen Baum gefesselt dargestellt, er ist lediglich mit einem Lendenschurz bekleidet. Während der rechte Arm oberhalb des Kopfes an den Baum gebunden wurde, befestigte man den linken Arm auf Höhe des Bauchnabels an einem Ast. Zahlreiche Pfeile im Körper des Heiligen zeugen von dessen Martyrium.